# Lauader de Bausen
Lauader de Bausen és una obra de Bausen (Vall d'Aran) protegida com a Bé Cultural d'Interès Local.

## Descripció
A Bausen hi ha dos rentadors, un en la part alta del poble i un altre en la part baixa i a diferència d'altres pobles, lauder i comada no es troben junts, si no que es troben a uns metres l'un de l'altre.
El rentador de la part alta és situat fora del poble, al final del carrer Mayor: Primer trobem la comada, emparada al llarg d'un mur paral·lel al carrer i després el lauder, amb una sola pala i sense ràfec; no hi ha cap inscripció que ens indiqui la data de la seva construcció.
El lauader de la part baixa és un petit edifici de planta rectangular amb ràfec a una pala i tancada pels costats sobre i oest. L'estructura del sostre se sosté en els murs pels costats tancats i en uns troncs, que fan funció de pilars pels oberts. El lauder ocupa tot el llarg de l'edifici. Una inscripció a la comada diu Font dels Cortelhats, J.Cal. 1927, data probable de la construcció.